# بابلو كوناغو
بابلو كوناغو (الإسبانية: Pablo Couñago)؛ (9 أغسطس 1979 — ) هو لاعب كرة قدم أرجنتيني، من مواليد مدينة ريدونديلا، يلعب بمركز مهاجم.

## وصلات خارجية
- بابلو كوناغو على موقع الاتحاد الدولي (مؤرشف)  (الإنجليزية)
- بابلو كوناغو على موقع قاعدة بيانات كرة القدم.إي يو (الإنجليزية)
- بابلو كوناغو على موقع Soccerbase.com (لاعب) (الإنجليزية)
- بابلو كوناغو على موقع Soccerway.com (الإنجليزية)
- بابلو كوناغو على موقع عالم كرة القدم.نت (الإنجليزية)